# Moment překvapení
Moment překvapení je jeden z klíčových taktických prvků. Spočívá v tom, že jedna strana udělá něco, co nepřítel neočekává a není na to připraven. Získat na svou stranu moment překvapení může být pro vývoj bitvy rozhodující.
Jelikož podstata momentu překvapení vychází z toho, že nepřítel je na počátku střetu nepřipraven a v neoptimálním postavení a v prvních okamžicích je zpravidla zasažen šokem a často i dezorientován, je nutno postupovat velmi rychle a energicky, aby byla výhoda co nejvíce využita dříve, než se nečekané situaci přizpůsobí (tj. překoná šok, zorientuje se a odpovídajícím způsobem přeskupí své síly) a než probíhající boje a s nimi související chaos znemožní zvýhodněné straně dále účinně využívat předpřipravenosti svých plánů.
Celkově se rozlišuje mezi momentem překvapení na strategické úrovni (např. nečekané zahájení velké ofenzívy) či taktické úrovni (např. překvapivá doba zahájení očekávaného útoku či nečekaný způsob úderu). K dosažení momentu překvapení v současné době již zdaleka nestačí jen taktické nebo strategické umění, ale je nutno použít celou řadu klamavých taktik a dezinformaci, přičemž nutno vzít v úvahu, že je velice nepravděpodobné, že by se podařilo nějak významněji překvapit stranu, která disponuje výrazněji kvalitnější technikou (možné to je, ale vyžaduje to zpravidla specifický terén a okolnosti).
Jako příklad zdrcujícího působení momentu překvapení může být brána německá invaze do Francie za druhé světové války, kde byl strategický moment překvapení (úder přes „neprůchodné“ Ardeny) ještě posílen novátorskou taktikou (blitzkriegem), nebo bitva u Aegatských ostrovů, kde Římané zaútočili na kartaginské loďstvo navzdory ne zrovna vhodným povětrnostním podmínkám (překvapení Kartaginci se nedokázali včas zformovat k boji a byli znatelně slabší římskou flotilou rozdrceni).